# Ngọc Linh
Ngọc Linh é uma montanha no Vietname, atingindo 2598 m de altitude e 2208 m de proeminência topográfica, sendo por isso uma montanha ultraproeminente, sendo mesmo a mais proeminente do Vietname, embora não a de maior altitude. É considerada o "teto do Vietname do Sul".
Na região desta montanha foi encontrada Panax vietnamensis em 1973, uma espécie de ginseng. A montanha é conhecida por nas encostas existirem florestas de canela.